# Gygis
Gygis és un gènere d'ocells de la família Sternidae.

## Característiques
Són xatracs menuts de color blanc. Viuen a tots els oceans tropicals. Fan els nius a les illes de corall, normalment als arbres, però també en cavitats de les roques o en estructures artificials, com antenes o edificis abandonats. S'alimenten de peixos menuts.

## Taxonomia
N'hi ha dues espècies,
- Gygis alba - xatrac blanc comú
- Gygis microrhyncha - xatrac blanc becfí[1]